# Geogarypus albus
Geogarypus albus es una especie de arácnido del orden Pseudoscorpionida de la familia Geogarypidae.

## Distribución geográfica
Se encuentra en Java y Malasia.